# نزدرو
نزدرو (به چکی: Nezdřev) یک منطقهٔ مسکونی در جمهوری چک است که در Plzeň-South District واقع شده‌است. نزدرو ۳٫۱۱ کیلومتر مربع مساحت و ۱۲۳ نفر جمعیت دارد و ۵۲۸ متر بالاتر از سطح دریا واقع شده‌است.